# 焼包

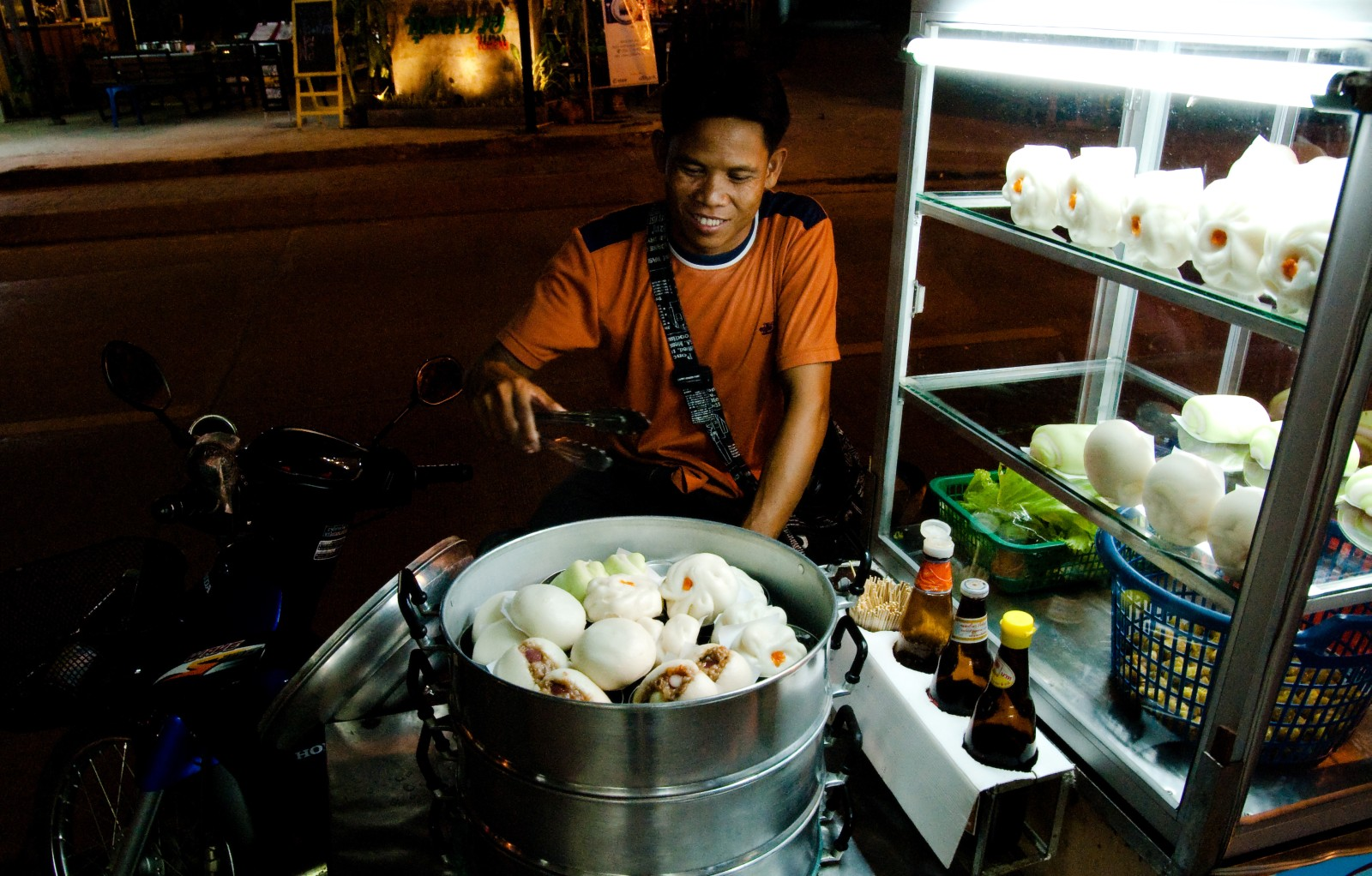
タイのチエンマイにある屋台。様々な種類のサラパオを販売している。

焼包 (シャオパオ、中国語: 燒包; 簡体字: 烧包; 白話字: sio-pau) とは、主に中国南部、タイ、フィリピンなどで食されている肉まんに似たダンプリング料理である。焼包は元々包子の閩南語方言であり、字義通りには焼いたパンを意味する。
包子のように、中の具材には様々な種類が存在し、例えばフィリピンではアサードやボラ・ボラ (豚肉、鶏肉、牛肉、エビ、アヒルの鹹蛋などを用いる) などが一般的に用いられている。また、蒸すのではなく焼いて作るものも存在し、こちらは惣菜パンに似た料理となる。
なお、この料理はタイにも持ち込まれて、そこではサラパオ（タイ語: ซาลาเปา）と呼ばれるようになり、タイ料理の1つとしても数えられるくらい、同地で一般的な料理となった。同様に、フィリピンにも持ち込まれており、そこではショーパオ (Siopao) もしくはショーパウ (Siyopaw) と呼ばれるようになり、フィリピン料理の1つとしても数えられるくらい、同地で一般的な料理となった。このサラパオやショーパオは、食器が必要なく歩きながらでも食することができる。